# Лос-Льянос-де-Тормес
Лос-Льянос-де-Тормес (ісп. Los Llanos de Tormes) — муніципалітет в Іспанії, у складі автономної спільноти Кастилія-і-Леон, у провінції Авіла. Населення — 88 осіб (2010).
Муніципалітет розташований на відстані близько 150 км на захід від Мадрида, 80 км на південний захід від Авіли.
На території муніципалітету розташовані такі населені пункти: (дані про населення за 2010 рік)
- Ермосільйо: 20 осіб
- Лос-Льянос-де-Тормес: 68 осіб

## Демографія
Динаміка населення (INE ):